# خانواده واپسین
خانوادهٔ واپسین (لهستانی: Ostatnia rodzina) یک فیلم در ژانر زندگی‌نامه‌ای و درام به کارگردانی یان پ. ماتوشینسکی است که در سال ۲۰۱۶ منتشر شد. از بازیگران آن می‌توان به آندژی سورین اشاره کرد.

## بازیگران
- آندژی سورین در نقش زجیسواف بکشینسکی
- داوید اوگروتنیک
- آلکساندرا کونیچنا
- آندژی خیرا
- ماگدالنا بوچارسکا
- آگنیشکا میخالسکا
- الژبیتا کارکوشکا
- زوفیا پرچینسکا